# Cappella degli Scrovegni

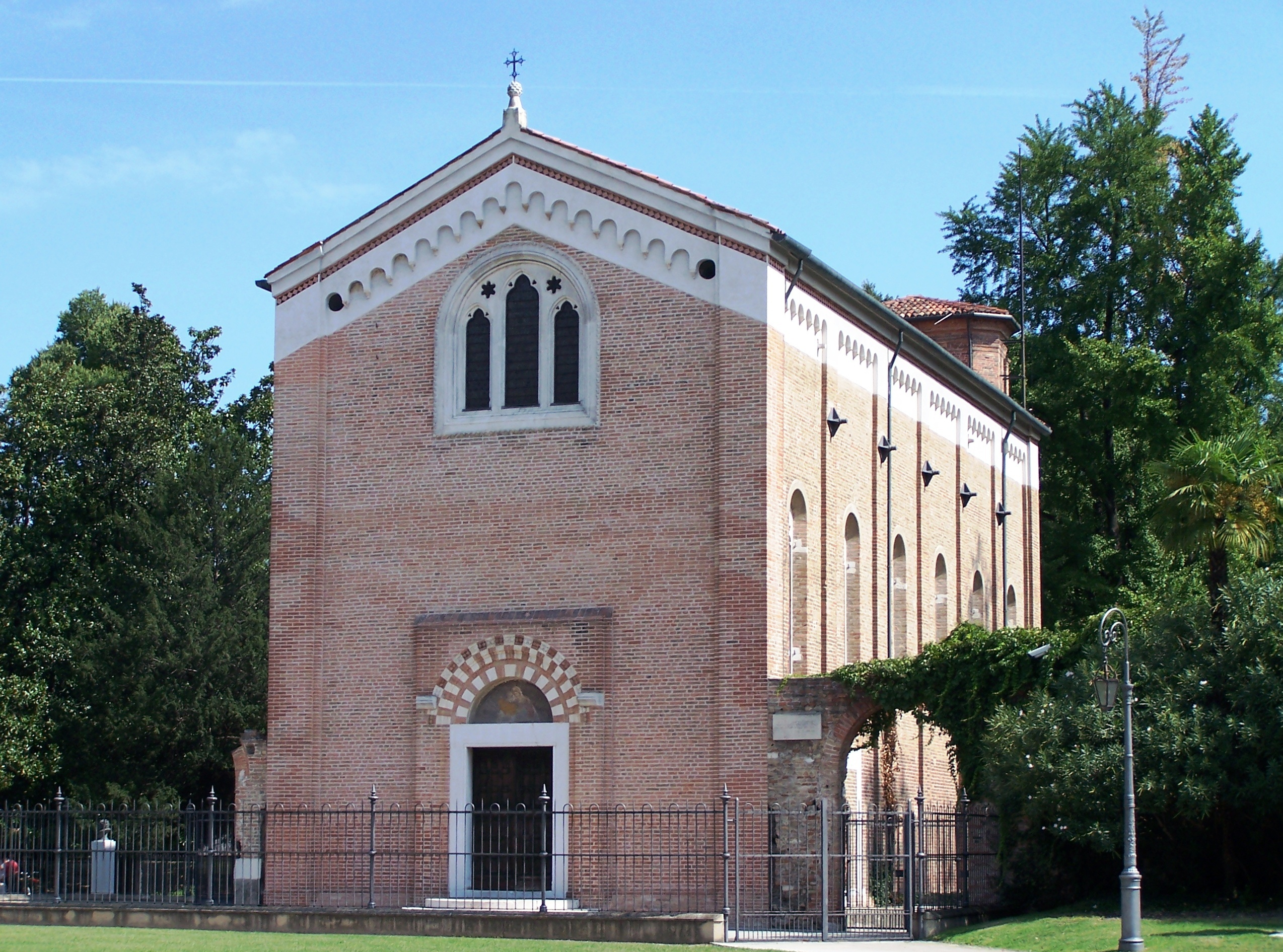
Cappella degli Scrovegni (Padua)

Die Cappella degli Scrovegni (auch Scrovegni-Kapelle oder Arenakapelle genannt) ist eine Kapelle in Padua, Venetien, in Italien, berühmt durch die Fresken von Giotto di Bondone und Skulpturen von Giovanni Pisano.

## Geschichte und Architektur

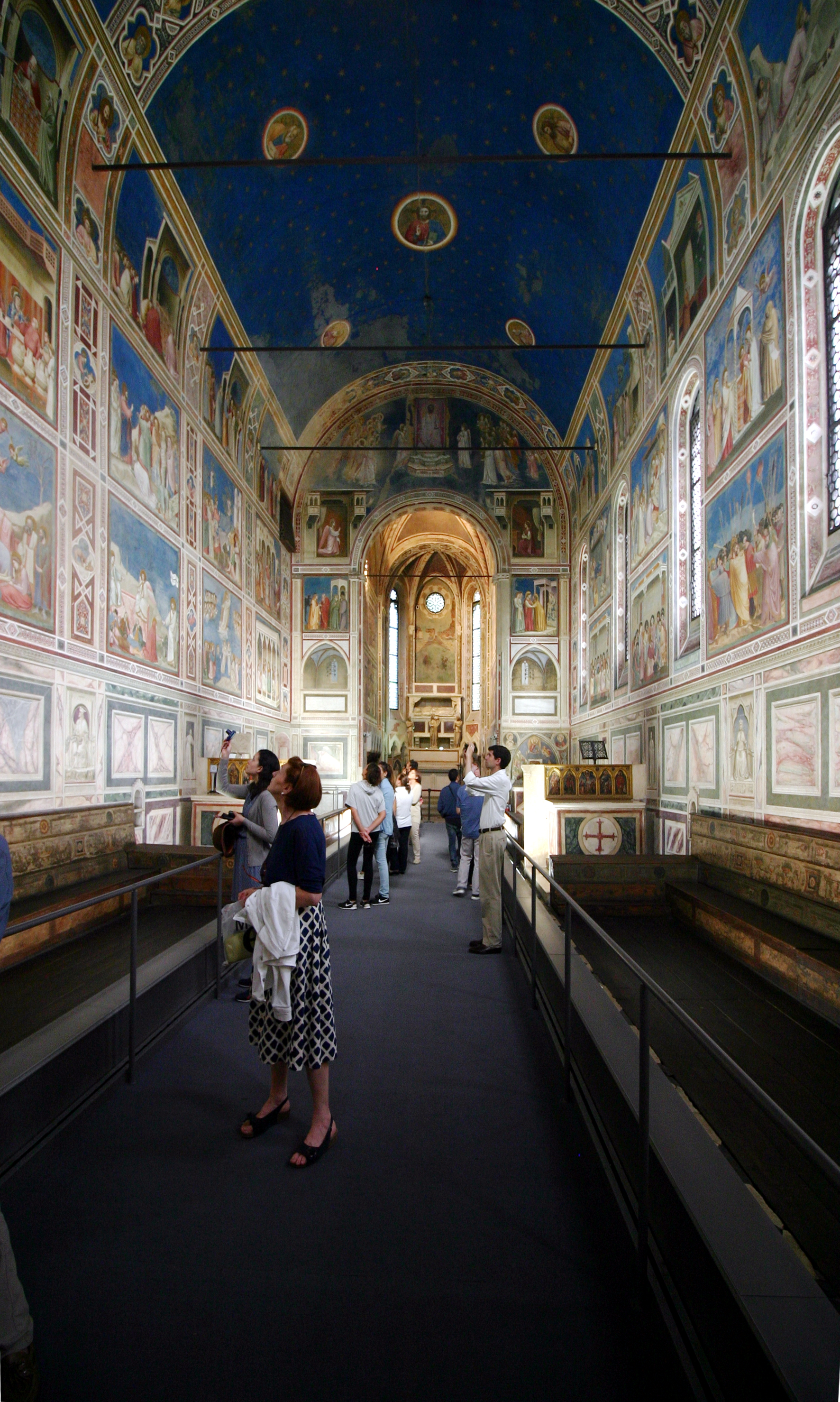
Innenansicht der Kapelle

Am 6. Februar 1300 kaufte Enrico Scrovegni, ein reicher Bankier, Kaufmann und Adliger aus Padua, das verfallene römische Amphitheater (Arena) 100 Meter außerhalb und nordwestlich der Stadtmauer Paduas, um einen heute zerstörten Familienpalast wieder zu errichten und eine Kapelle im Gedenken an seinen Vater, den Bankier Reginaldo, bauen zu lassen. Reginaldo Scrovegni wurde in Dante Alighieris Göttlicher Komödie anhand von Wappen als einer der Wucherer in der Hölle identifiziert (inferno, canto XVII). Die Kapelle war als Palastkapelle und Zielort einer Prozession konzipiert, die jedes Jahr am Verkündigungfest stattfand und in der Arena mit dem Reenactment des Mysterienspieles endete.
1302 begann der Bau der Kapelle, nachdem Bischof Ottobone di Razzi seine Zustimmung erteilt hatte. Am Verkündigungsfest 25. März 1305 wurde die Kapelle Unserer Lieben Frau von der Nächstenliebe geweiht. Als Patronin der Kathedrale und der Stadt kam Maria in Padua eine besondere Bedeutung zu.
Der einschiffige Raum der Kapelle misst 20,5 m × 8,5 m und ist 18,5 m hoch. Die Seitenwände des einfachen Backsteinbaus werden von flachen Lisenen in sechs Wandfelder unterteilt. Die Decke bildet ein Tonnengewölbe. Unter einem großen Bogen liegt die 4,49 m × 4,31 m Grundriss messende Apsis im Osten mit polygonalem Abschluss, Kreuzrippengewölbe und zwei hohen gotischen Spitzbogenfenstern. Über der Apsis befindet sich ein kurzer Glockenturm. Der ursprüngliche Eingang befand sich an der westlichen Giebelwand. An den Seiten des Altarraumes ist ein hölzernes Chorgestühl untergebracht. Ein großes Drillingsfenster mit gotischem Spitzbogen in der westlichen Stirnwand und sechs hohe einbögige Seitenfenster auf der Südseite belichten den Raum. Aufgrund der Berücksichtigung der Ausmalung bereits bei der Bauplanung wird Giotto auch als Architekt vermutet.
Seit dem 19. und 20. Jahrhundert wurde die Kapelle restauriert, da die Fresken durch Gebäude- und Umweltschäden, u. a. während der Bombardierung Paduas im Zweiten Weltkrieg, sowie durch Salzablagerungen schwer gelitten hatten. Nur einer begrenzten Besucherzahl wird jeweils für kurze Zeit Zutritt gestattet.

## Freskenzyklus von Giotto
Von 1304 bis 1306 stattete Giotto di Bondone die Wände und das Gewölbe der Kapelle mit 39 Fresken aus, die Szenen aus dem Leben der heiligen Joachim und Anna, deren Tochter Maria und aus dem Leben Jesu Christi zeigen. Der Freskenzyklus ist in drei Registern, beginnend oben rechts, angelegt.
Eine Szene aus diesem Zyklus ist die Anbetung der Heiligen Drei Könige, in der ein Komet am Himmel schwebt. Unterhalb der Szenen zum Leben Jesu befinden sich an den Seitenwänden der Kapelle die vier Kardinaltugenden und die drei Theologischen Tugenden und sieben diesen Tugenden entgegengesetzte Laster als allegorische Darstellungen. Sie reihen sich in Richtung des Jüngsten Gerichts, das über dem Eingangsportal dargestellt ist, jeweils zur entsprechenden Seite der Heiligen oder Verdammten hin. Giotto verwendete Architekturelemente, die dem Betrachter Nischen vortäuschen (Trompe-l’œil), in denen sich die Figuren befinden. Dazwischen ist täuschend echt gemalter Marmor zu sehen.
Über dem Eingang zum Altarraum, dem Triumphbogen, der zum Chor führt, thront Gottvater, der den Erzengel Gabriel beauftragt, der Jungfrau Maria die Empfängnis Jesu zu verkündigen. Die Verkündigung ist darunter in zwei getrennten Bildern entlang des Eingangsbogens zum Altarraum dargestellt. Maria wird hier mit geneigtem Kopf und vor der Brust gekreuzten Armen gezeigt, einem Zeichen der Einwilligung.

Freskenzyklus
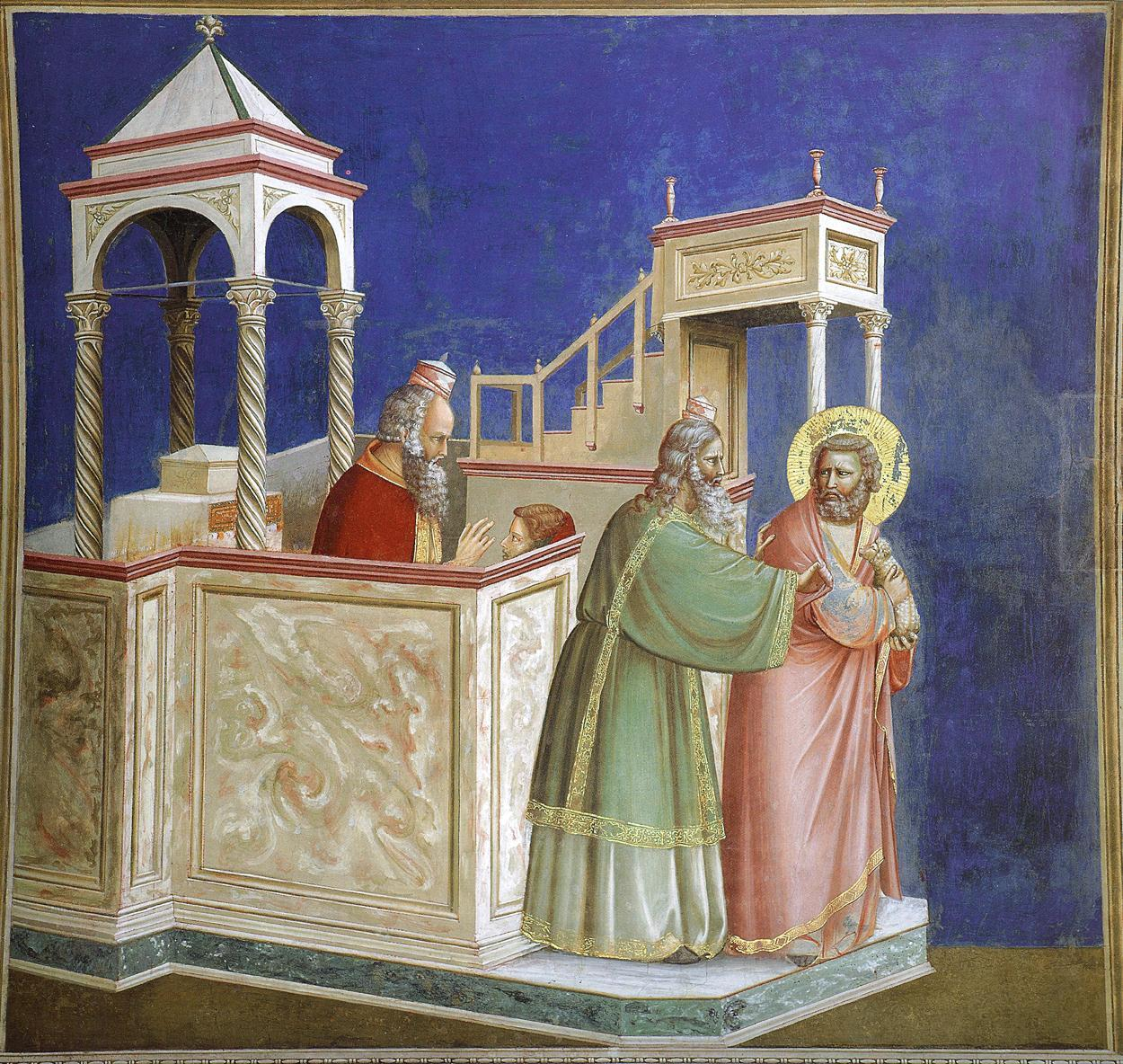
Vertreibung Joachims aus dem Tempel
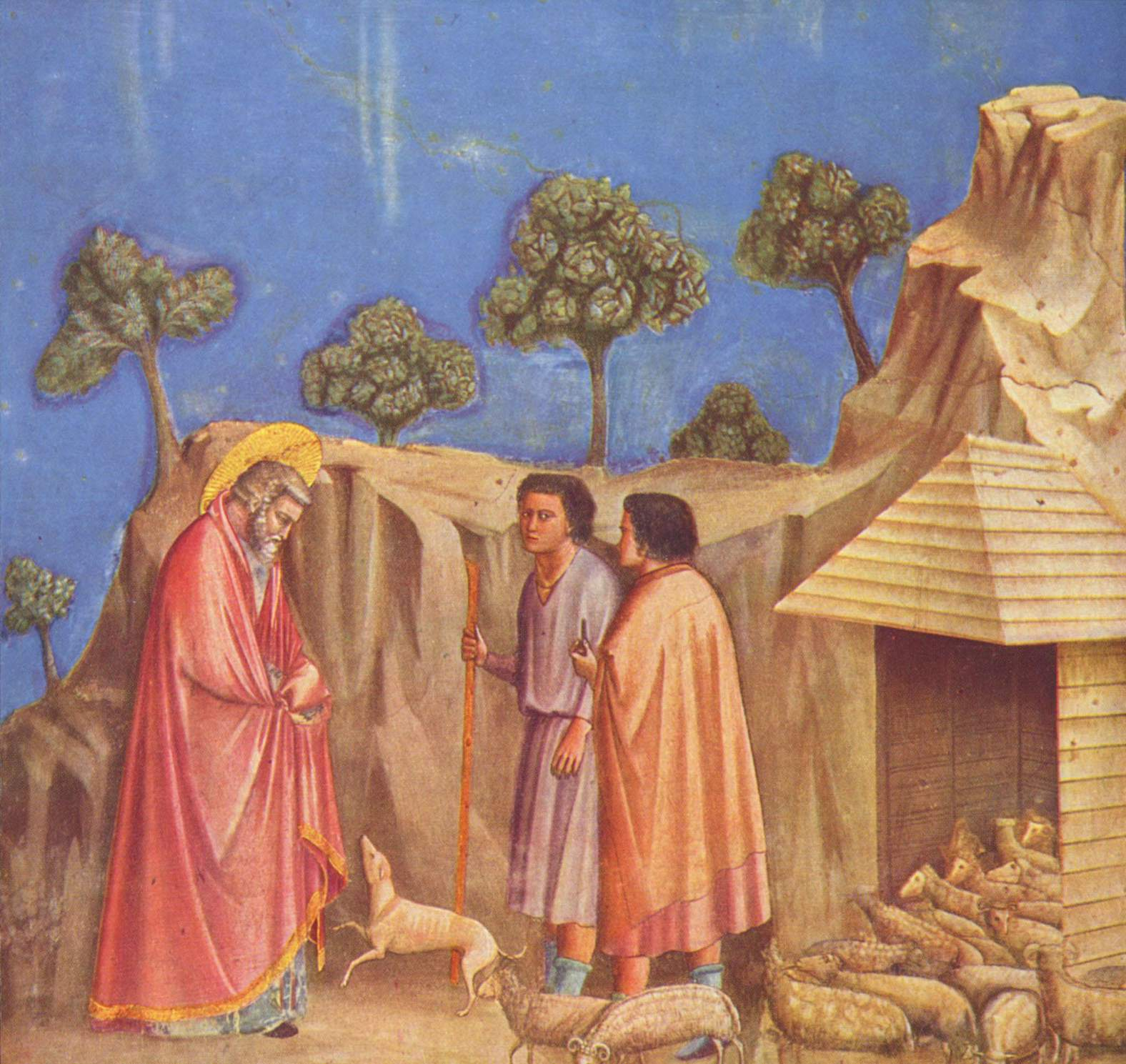
Joachim unter den Hirten
Verkündigung an die hl. Anna
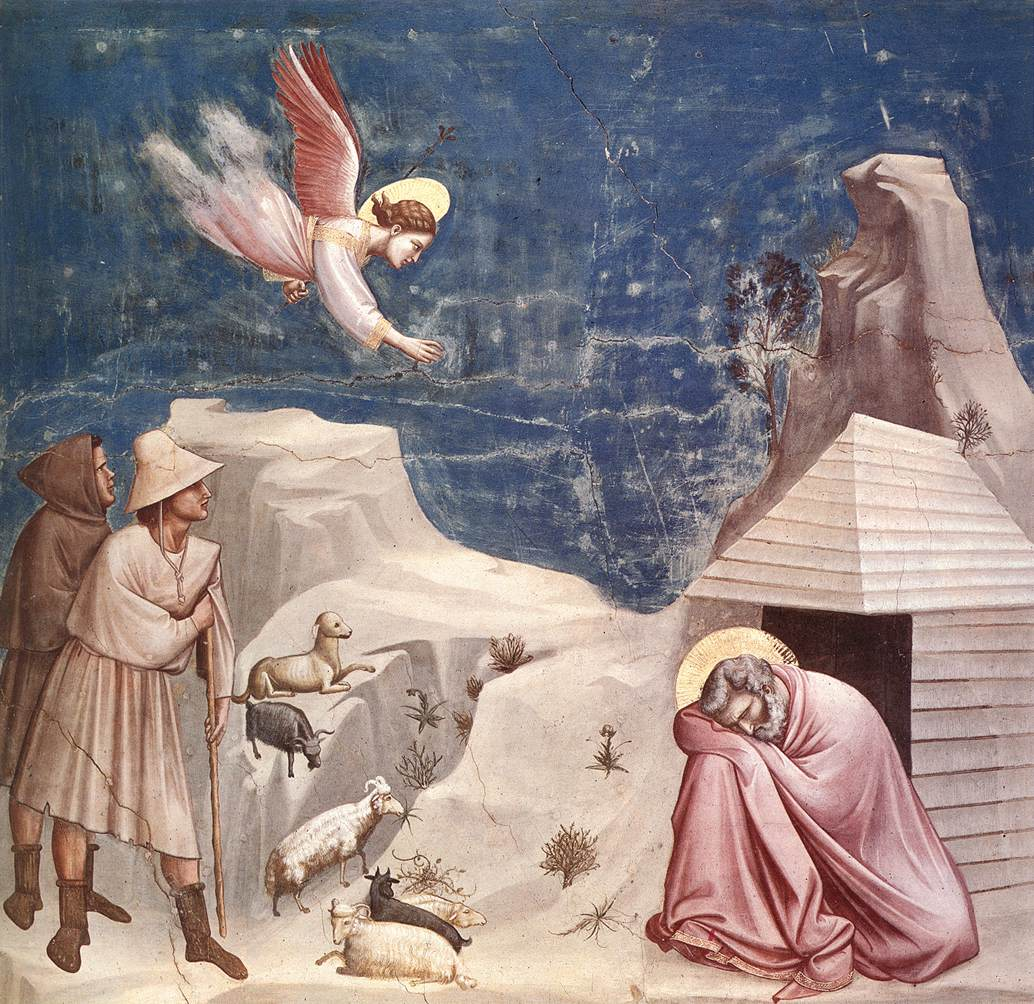
Der Traum des hl. Joachim
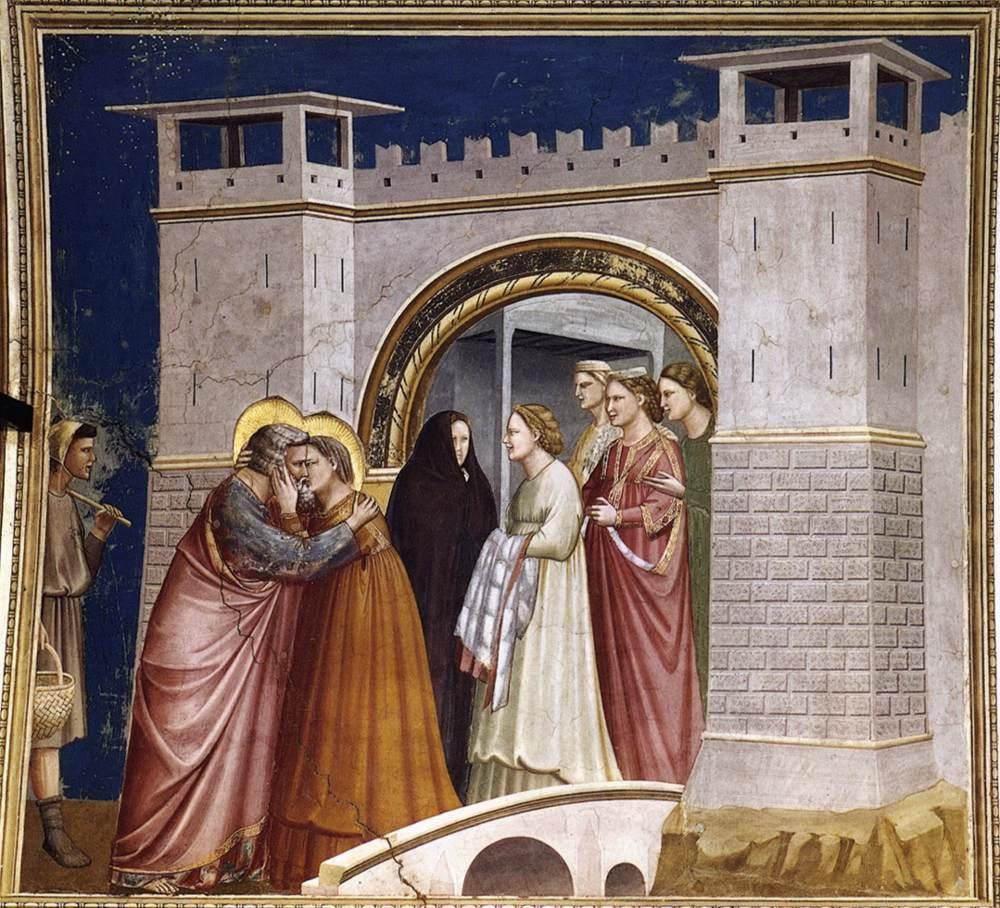
Begegnung Joachims und Annas an der Goldenen Pforte
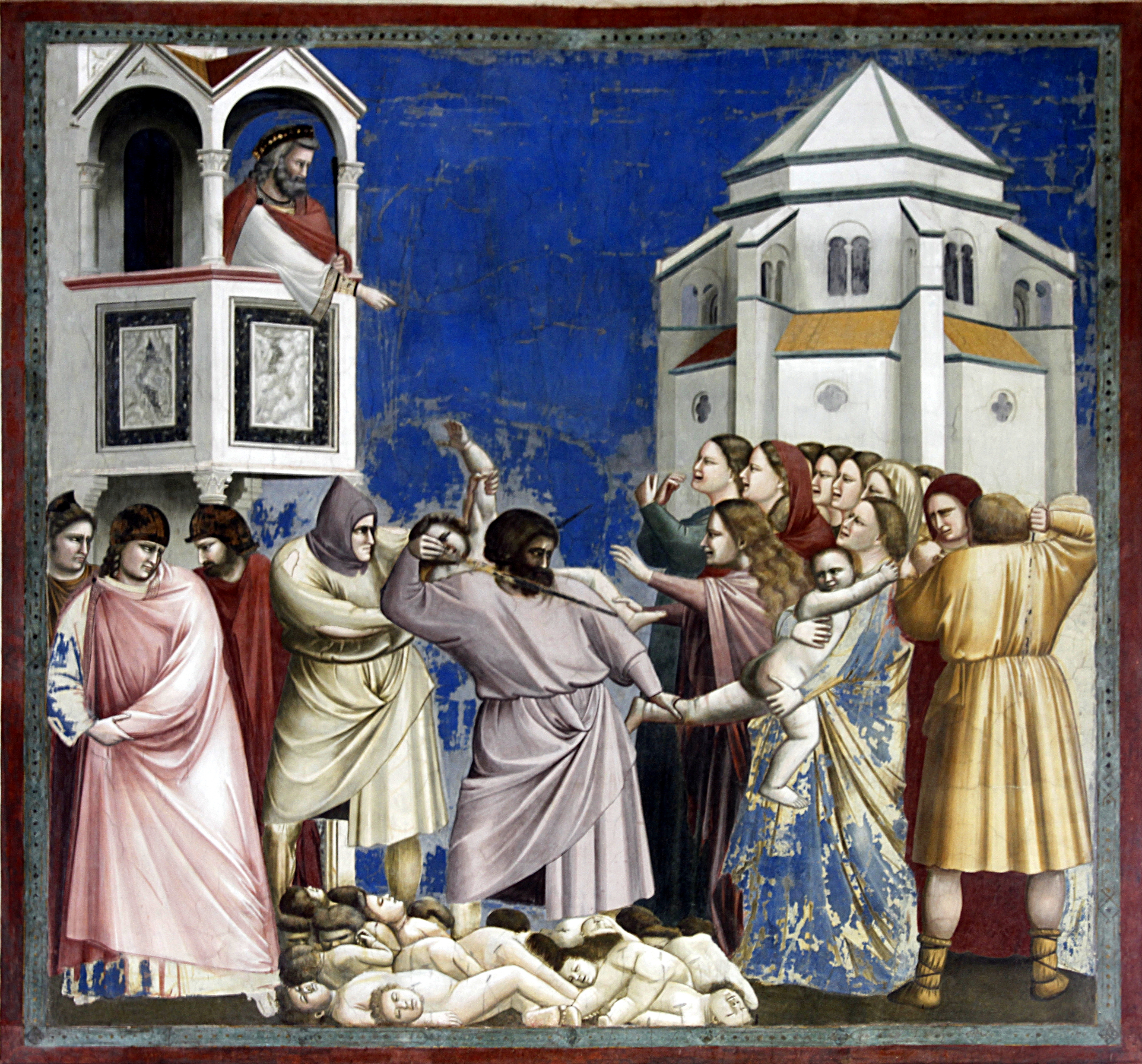
Bethlehemitischer Kindermord
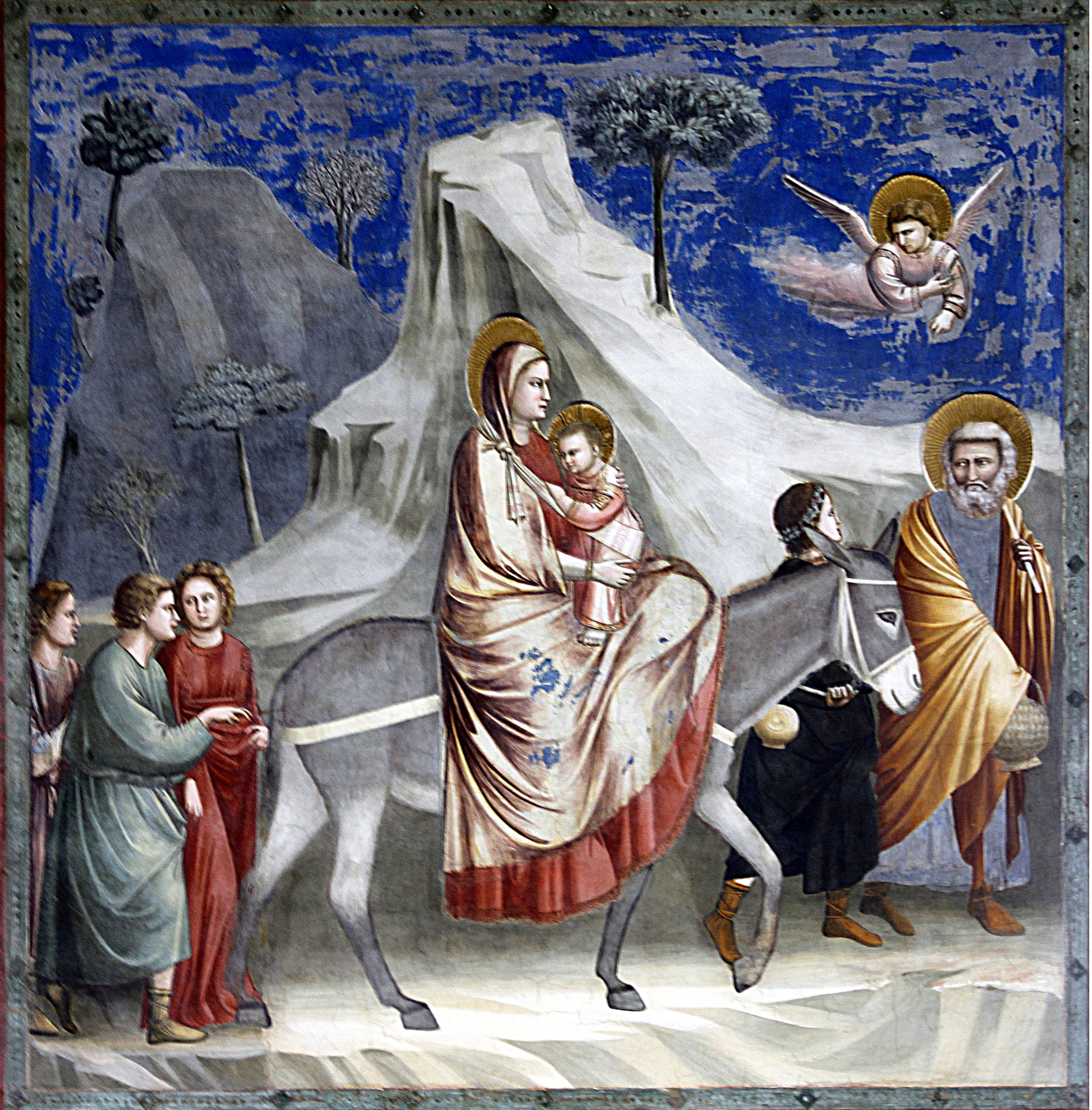
Flucht nach Ägypten
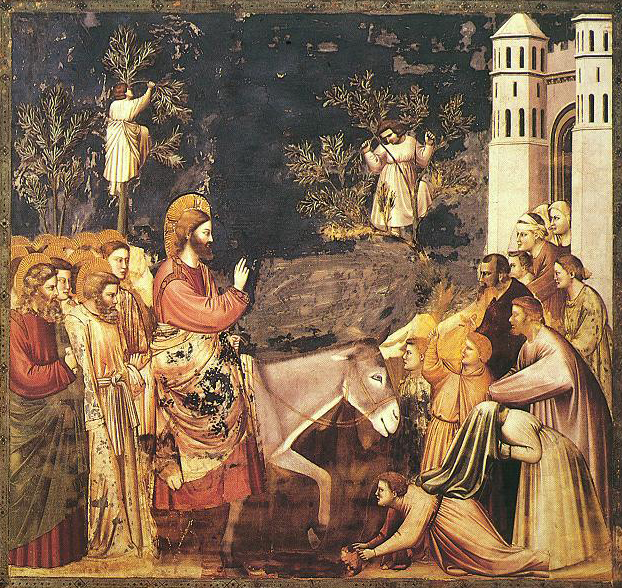
Einzug in Jerusalem
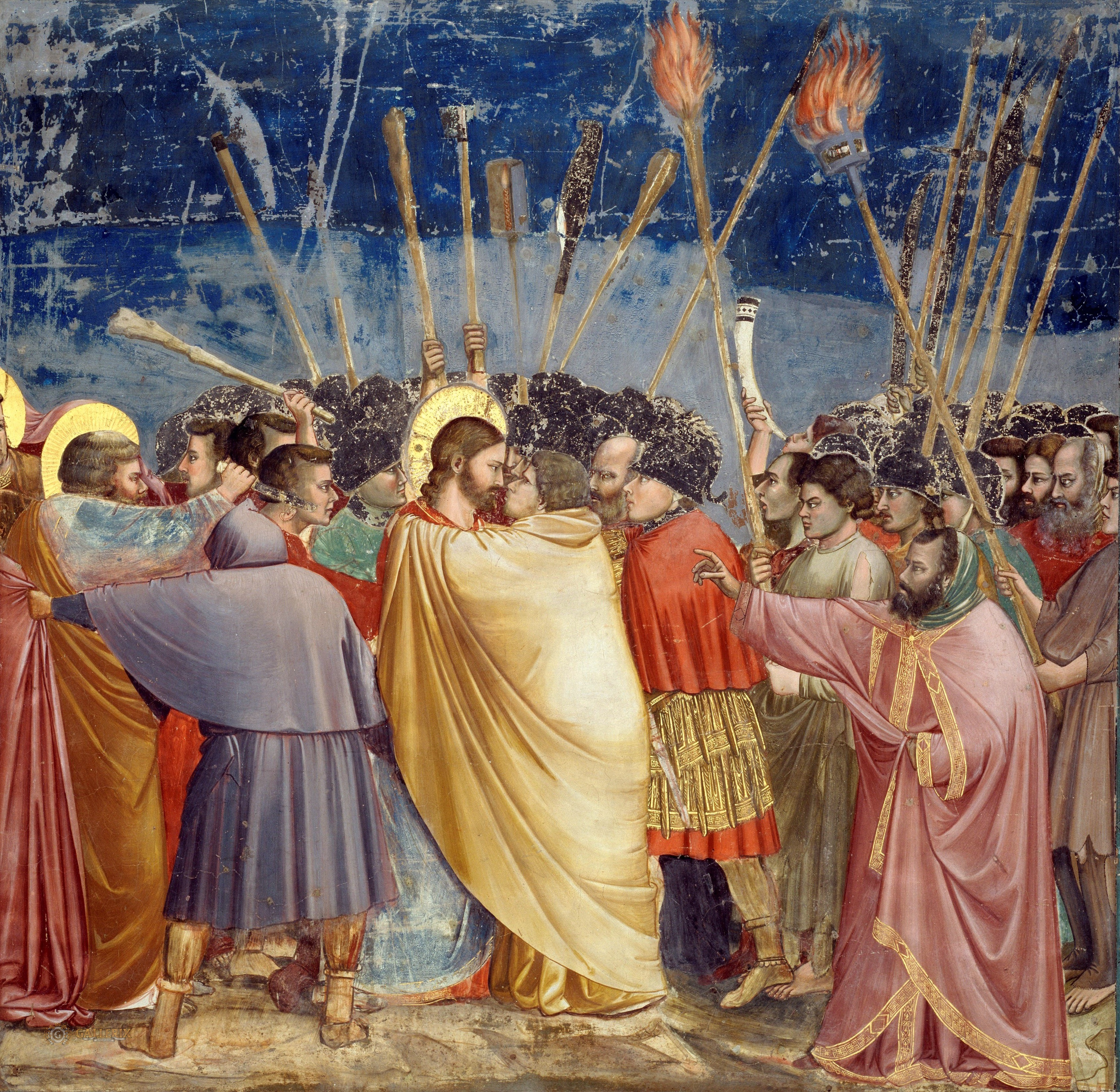
Judaskuss und Gefangennahme
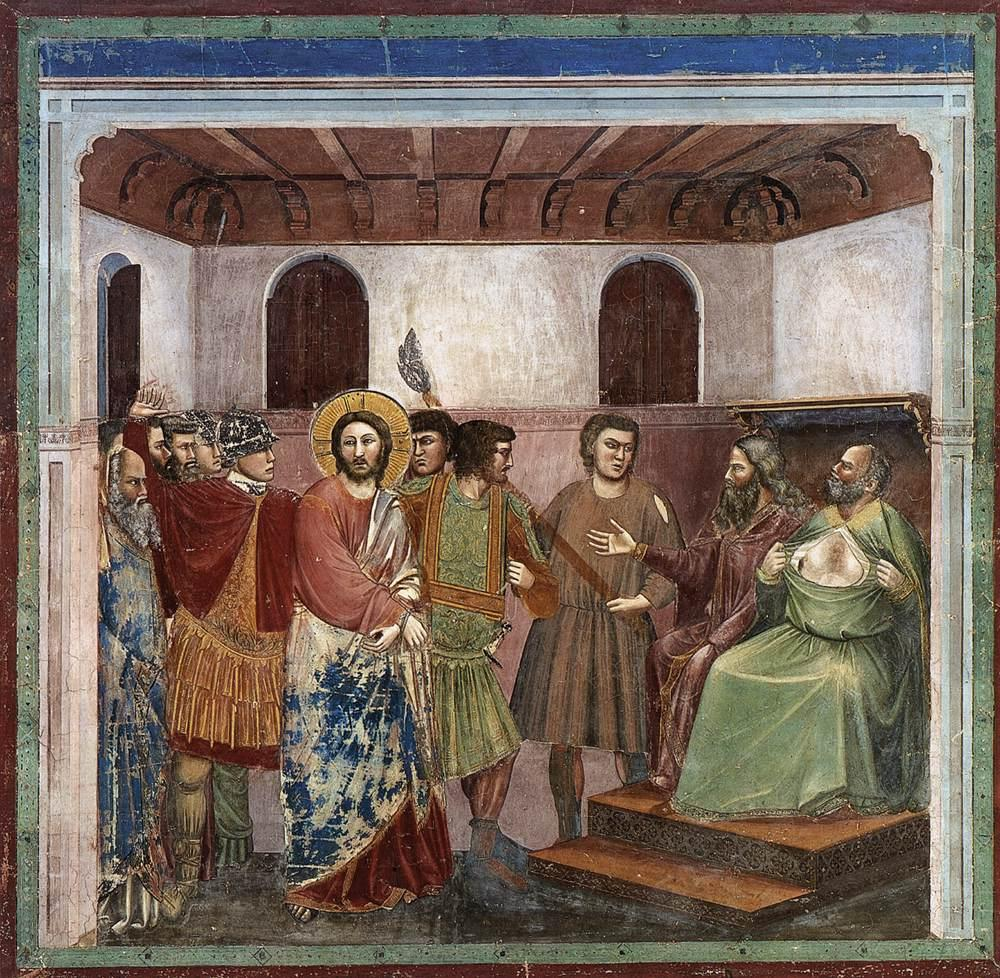
Christus vor Kaiphas
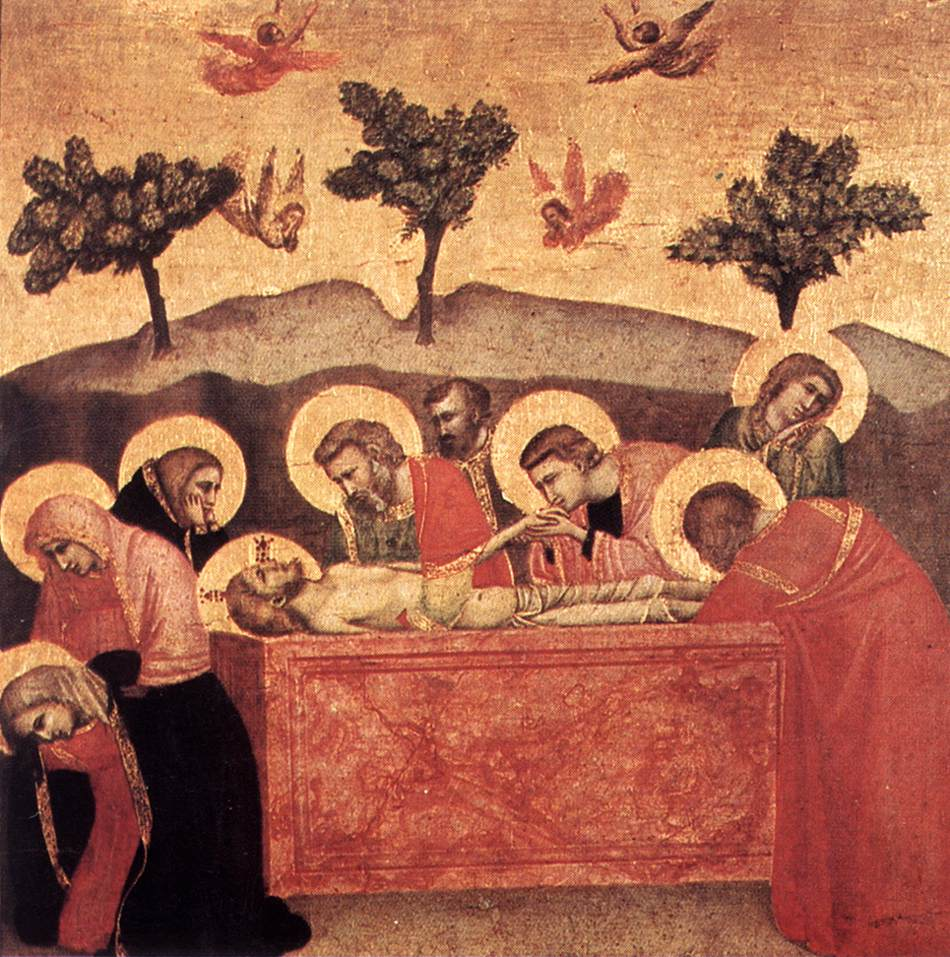
Grablegung
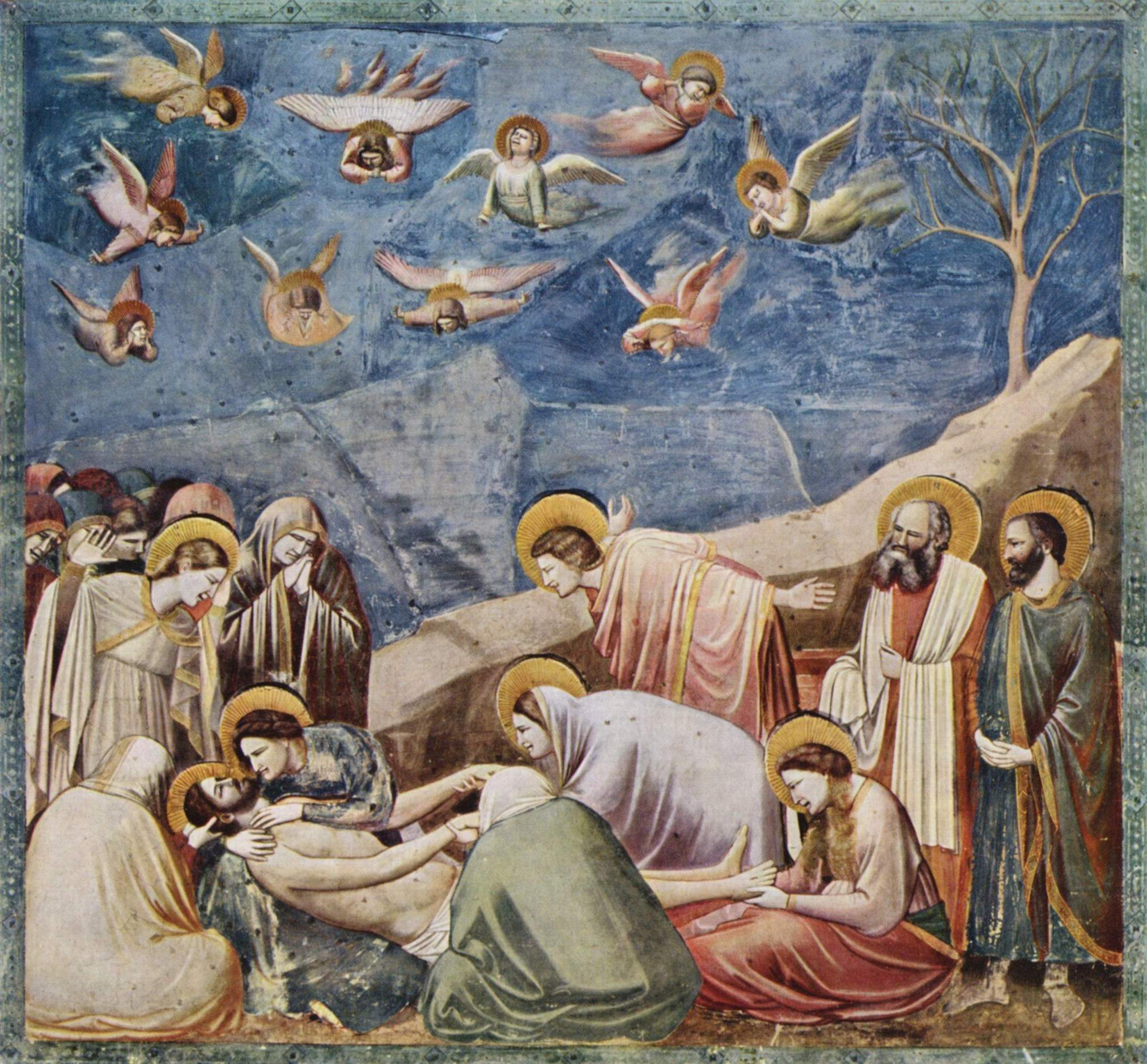
Beweinung Christi

## Apsis, Sakristei und Gewölbe

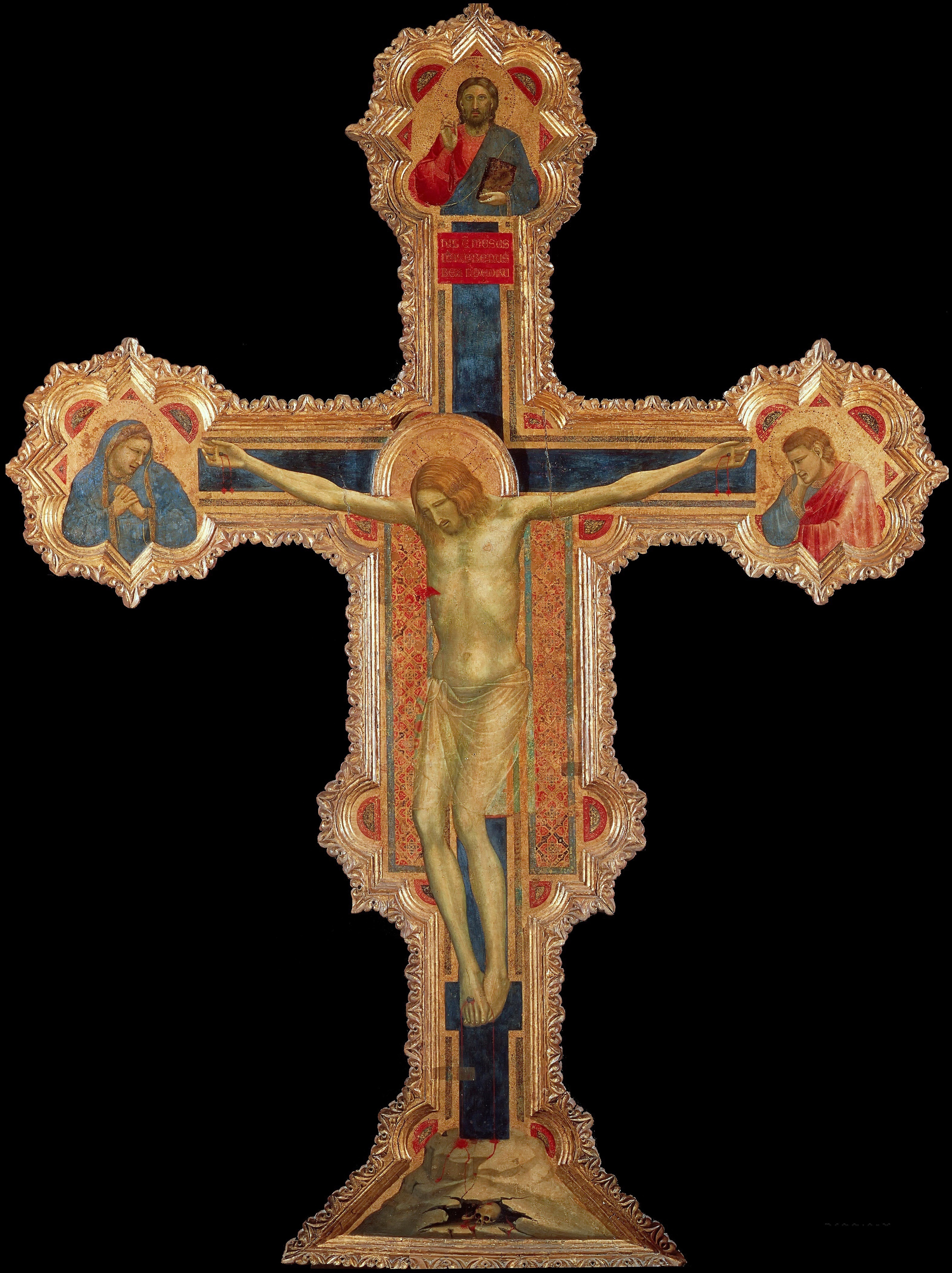
Giotto, Kruzifix, ca. 1317

Zwischen 1317 und 1320 entstanden die Fresken der Apsiswände mit Szenen vom Lebensende Marias, von der Ankündigung ihres Todes bis zu ihrer Grablegung, ihrer Aufnahme in den Himmel und ihrer Krönung. Der unbekannte Maler, der im Stil Giottos malte, wird nach diesem Werk als „Meister des Chores der Scrovegni-Kapelle“ bezeichnet.
Giovanni Pisano stellte um 1305–1306 drei Marmorstatuen für den Altar her, die heilige Jungfrau Maria mit Kind und zwei Kerzenleuchter haltende Engel. Ein Bild über dem Altar wurde zerstört, an den Seiten befinden sich Darstellungen des Todes der heiligen Jungfrau und ihrer Aufnahme in den Himmel.
Hinter dem Altar an der mittleren Wand der dreiteiligen polygonalen Apsis steht das Grabmonument des Enrico Scrovegni. Mittels Konsolen erhebt sich das Grabmal über den Altar. Auf einer Grabkiste mit drei roten Marmorfeldern, eingefasst mit weißem Marmor, ist Enrico Scrovegni auf einer leicht schräg nach vorne zum Betrachter gestellten Bahre aus weißem Marmor mit einem Baldachin liegend dargestellt, dessen geöffnete Vorhänge von weißen marmornen Engeln gehalten werden. Gefertigt wurde es von einem nur als Meister des Scrovegni-Grabes bekannten Bildhauer. Von 1320 bis zu seinem Tod 1336 befand sich Enrico Scrovegni im Exil in Venedig. Pietro Toesca wies auf die Ähnlichkeit mit dem Grab des 1354 verstorbenen Dogen Andrea Dandolo im Baptisterium des Markusdoms in Venedig hin. In der Sakristei steht die aufrechte Skulptur des betenden Enrico Scrovegni (um 1305) mit der Sockelinschrift Henricus Scrovegnus miles de l’arena. Das von Giotto gemalte Kruzifix ist heute in den benachbarten Musei Civici zu sehen.
Das Gewölbe des Altarraumes und des Hauptschiffes wurde mit einem blauen Sternenhimmel ausgemalt, vermutlich in Anlehnung an die Grabstätte der Galla Placidia in Ravenna. Innerhalb des Himmelsgewölbes befinden sich Darstellungen von Jesus, von der heiligen Jungfrau Maria mit Kind und von den Propheten des Alten Testaments.

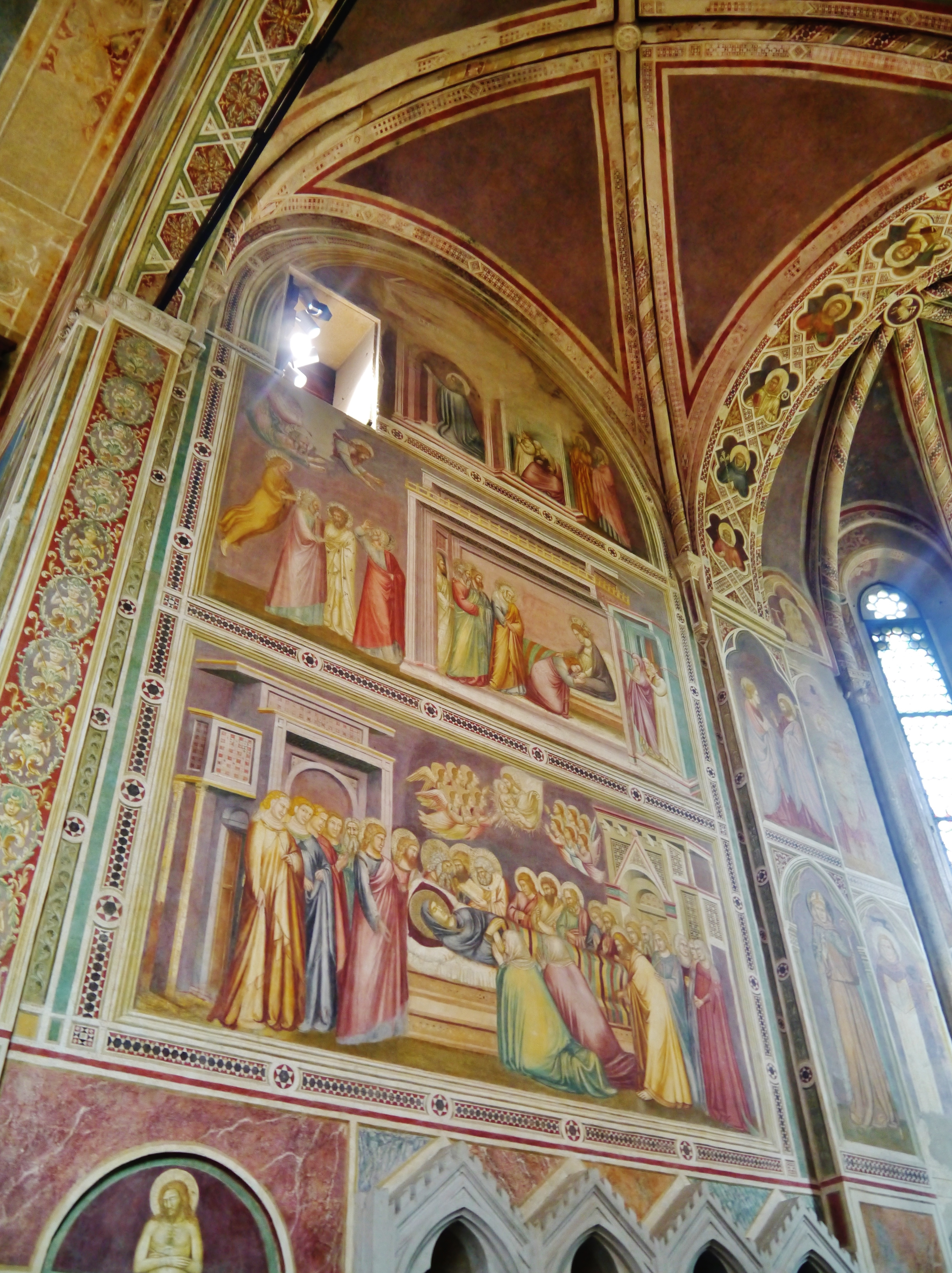
Nordwand der Apsis
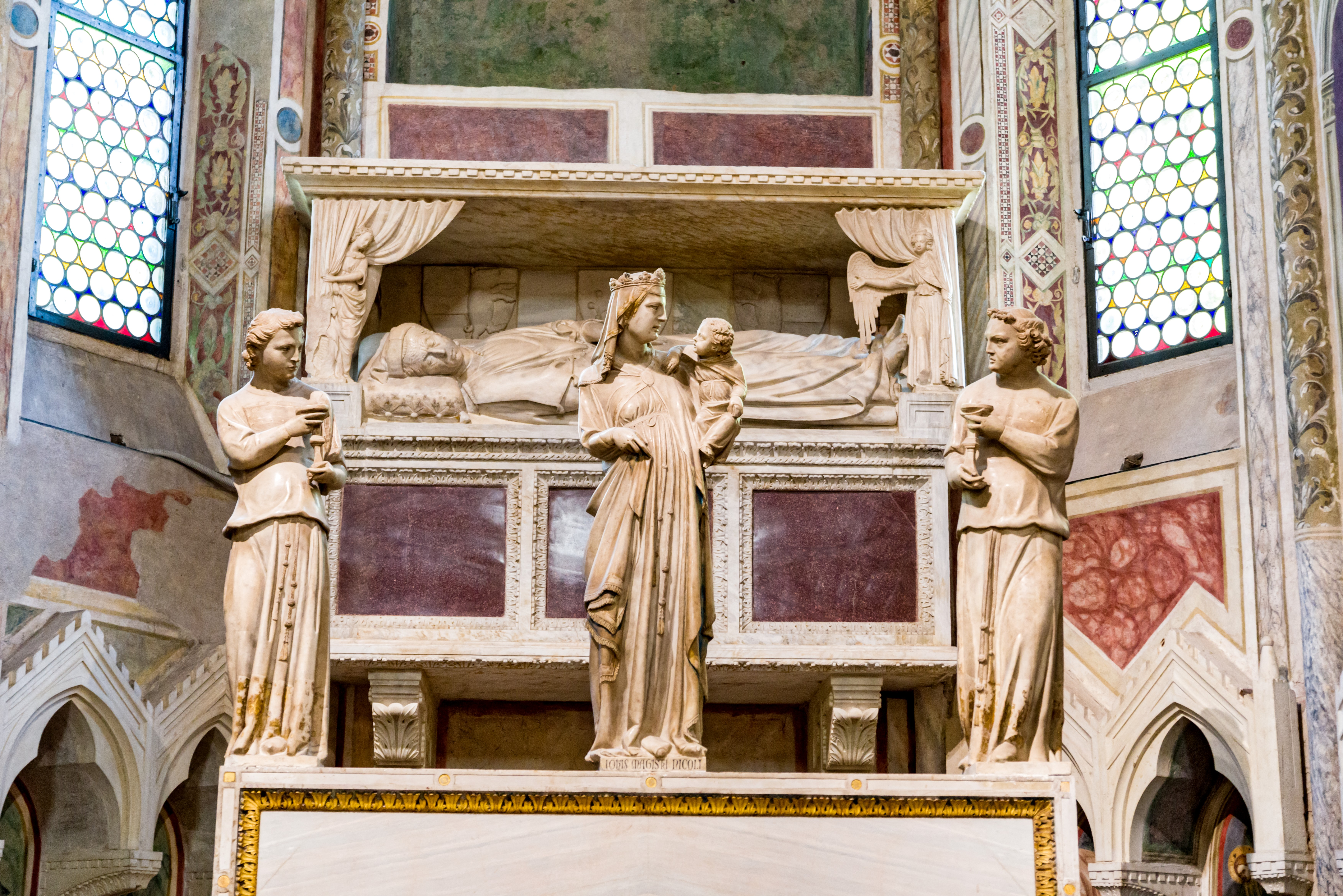
Giovanni Pisano, Grabmonument Enrico Scrovegnis und Skulpturengruppe auf dem Altar
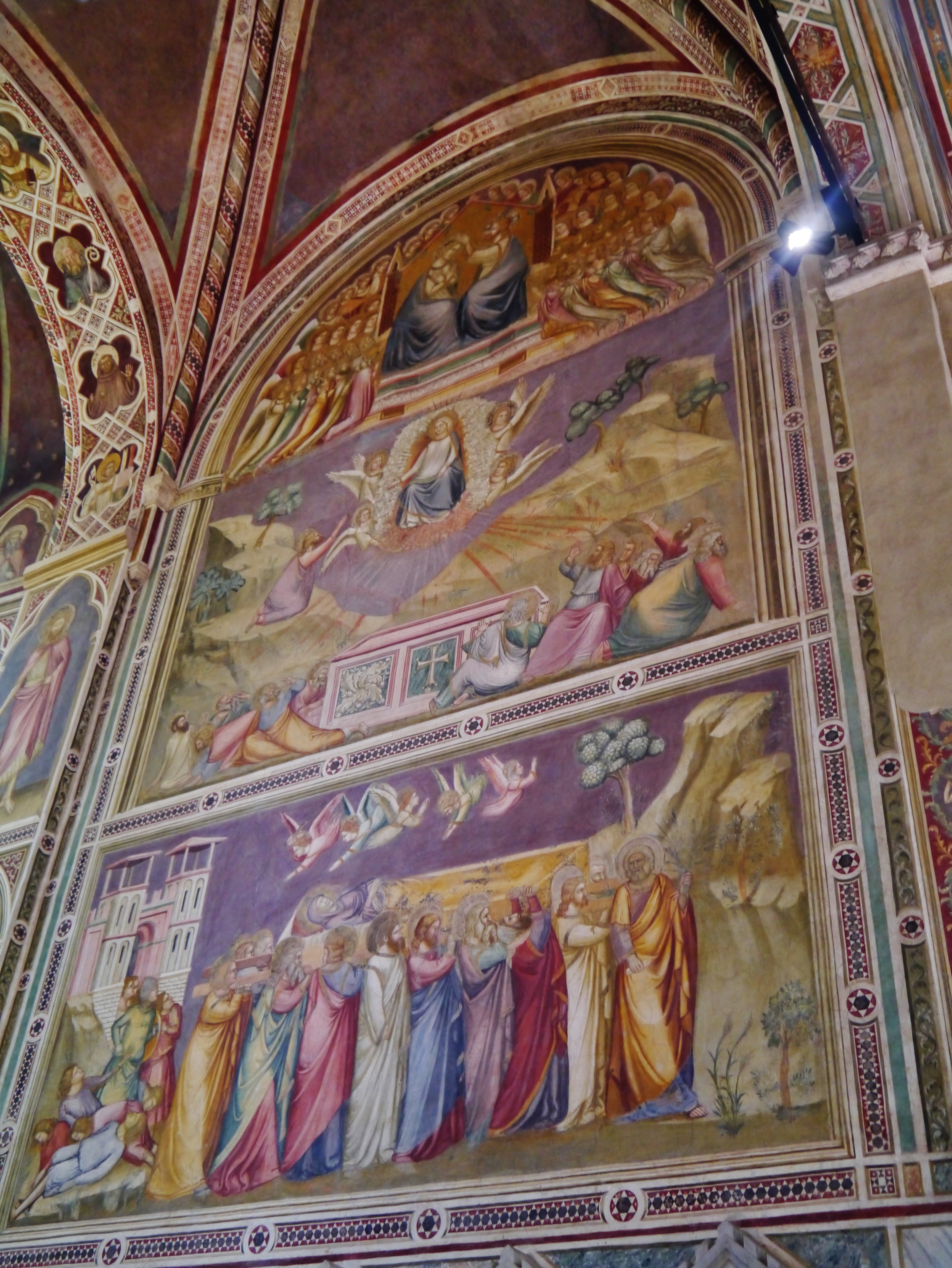
Südwand der Apsis